# Треккани, Эрнесто
Эрнесто Треккани (итал. Ernesto Treccani; 26 августа 1920 года, Милан — 27 ноября 2009 года, там же) — итальянский живописец-неореалист, поэт, писатель и политический активист. Один из создателей нового фронта искусств, создатель Фонда Корренте.

## Биография
Родился в Милане в семье предпринимателя, мецената и политика Джованни Треккани дельи Альфьери (итал. Giovanni Treccani degli Alfieri), основателя Института Треккани / Института итальянской энциклопедии (итал. Istituto Treccani / Istituto della Enciclopedia italiana).
Эрнесто Треккани окончил миланский Политехнико, получив диплом инженера, но увлёкся искусством. С ранней юности принимал активное участие в деятельности авангардных художественных сообществ и антифашистских молодёжных групп, а в 1938 году, в возрасте 18 лет, основал литературно-художественный журнал «Молодая жизнь» (итал. «Vita giovanile»), позднее переименованный в «Корренте» (итал. «Corrente»). Это издание финансировалось отцом художника и выходило в течение двух лет — вплоть до начала Второй мировой войны.
Первые выставки живописных работ Эрнесто Треккани в конце 1930-х годов проводились совместно с Ренато Биролли, Ренато Гуттузо, Джузеппе Миньеко, Алиги Сассу, Бруно Кассинари и Эннио Морлотти. Во время второй мировой войны Эрнесто Треккани — активный участник итальянского Сопротивления. Первая персональная выставка художника, организованная в галерее «Il Milione» в Милане, датируется 1949 годом.
В послевоенный период Эрнесто Треккани сотрудничает с художественной группой «Живопись» (итал. «Pittura»), совместно с Рафаэле Де Града редактирует журналы «45» (итал. «il 45») и «Реализм» (итал. «Realismo»). В 1950-х годах живописные работы Эрнесто Треккани неоднократно выставляются на Венецианской биеннале, в Нью-Йорке проходит первая персональная выставка художника в США. Тематика работ этого периода отражает непосредственный жизненный опыт художника — сельская жизнь в Калабрии, индустриальные городские пейзажи Милана и Париж, который художник посещал несколько раз в первое послевоенное десятилетие.
В 1960-х годах наступает расцвет творческой активности художника, в этот период он создаёт свои наиболее значимые произведения — пять больших полотен по мотивам романа Чезаре Павезе «Луна и костры» (итал. «La luna e i falò»), цикл работ «От Мелиссы до Валенсии» (итал. «Da Melissa a Valenza»), серию акварелей, посвящённую поездке художника на Кубу, огромное полотно «Люди с лицами», работа над которым была начата в день похорон жертв теракта на площади Пьяцца Фонтана и многие другие работы.
В последующие годы художник сочетает «странствующую активность» и выставочные проекты в разных странах мира с периодами «домашнего творчества» в местечках Макуньяга (Пьемонт) и Форте-деи-Марме (Тоскана).
В 1976 году были проведены большие персональные выставки Эрнесто Треккани в СССР — 150 произведений были показаны в Волгограде, Москве и Санкт-Петербурге, ряд работ были приобретены советскими музеями и вошли в их коллекции, а сам Треккани лично познакомился с советскими художниками.
В 1978 году художник создаёт Фонд Корренте (итал. Fondazione Corrente), целью деятельности которого становятся организация встреч и творческих коллабораций художников из разных стран, а также сбор и хранение документов по истории художественного реализма в Италии — от его зарождения и до настоящего времени. Фонд Корренте действует и сейчас.
К наиболее значительным выставочным проектам Эрнесто Треккани позднейшего периода относятся выставка «Мастера и молодёжь» (итал. «Maestri e Giovani»), организованная в 1982 году в миланском Центре культуры и костюма (итал. Сentro d'Arte Cultura e Costume) совместно с Мауро Реджиани, Оттоне Розаи, Гальяно Маццоном, Нино Бонациной и Лино Риккарди, организованная в 1989 году муниципалитетом города Милана большая ретроспективная выставка, цикл выставок «Энергия, свет и палитра» (итал. «Energia, luci e colori»), прошедших в разных странах мира в 2003—2004 гг., а также персональная выставка в Британской Колумбии — на родине его отца.
Эрнесто Треккани скончался в Милане, 27 ноября 2009 года.

## Живопись и поэзия
«Только тот, чьё сердце открыто к страданиям этого мира, сможет выразить его красоту». По мнению Франческо Бартоли, эти слова Эрнесто Треккани из его книги «Искусство во имя любви» (итал. «Arte per amore») представляют собой квинтэссенцию всего его творчества — как художественного, так и поэтического. Всё в произведениях Эрнесто Треккани направлено на то, чтобы разрушить барьер между художником и миром, между чувством и формой, между идеей и её выражением. По словам Джорджо Севезо, творчество Эрнесто Треккани представляет «поиск души вещей, а не выстраивание их феноменальной последовательности».
Одновременно с непрерывных поиском взаимосвязей между словом и изображением в живописи, Эрнесто Треккани писал стихи, в которых он подходил к той же проблеме с обратной стороны — в поэтическом творчестве он искал выражения живописи и цвета в слове. Живописное и поэтическое творчество Эрнесто Треккани представляют собой неделимое целое, и изданный в 1996 году поэтический сборник «Minime» демонстрирует это наиболее ярко. Писатель Джанни Родари назвал Эрнесто Треккани «поэтом образов» и охарактеризовал его творчество как: «Стихи без слов. Они говорили о правде, о тайных надеждах, о страстном желании жить в согласии с правдой и справедливостью, о глубокой вере в человека».

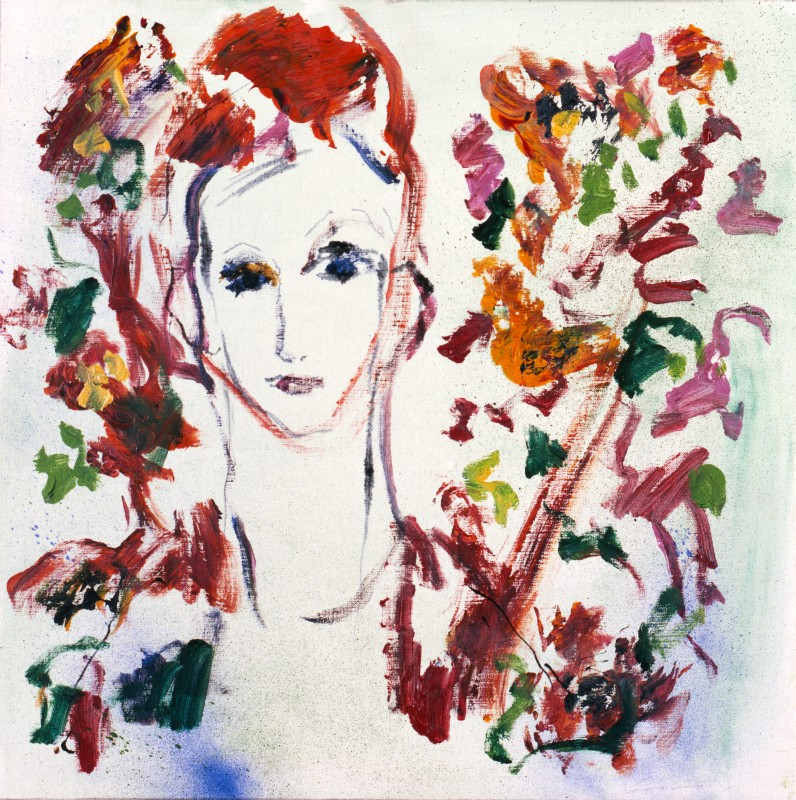
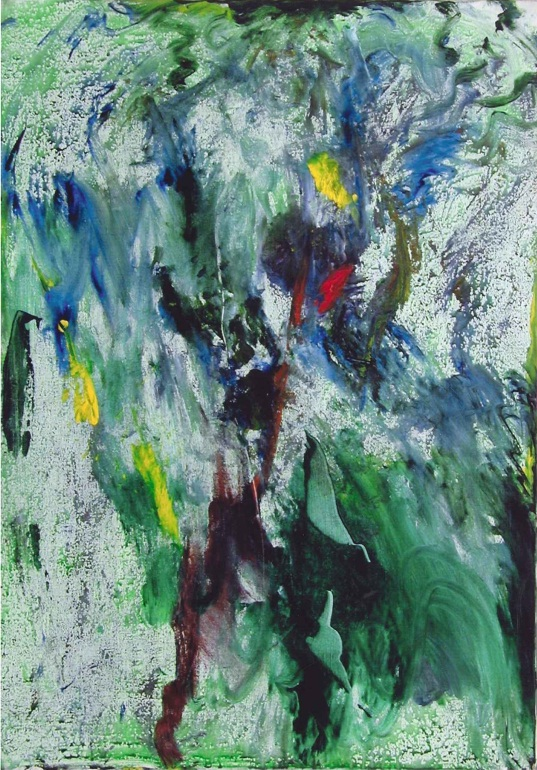
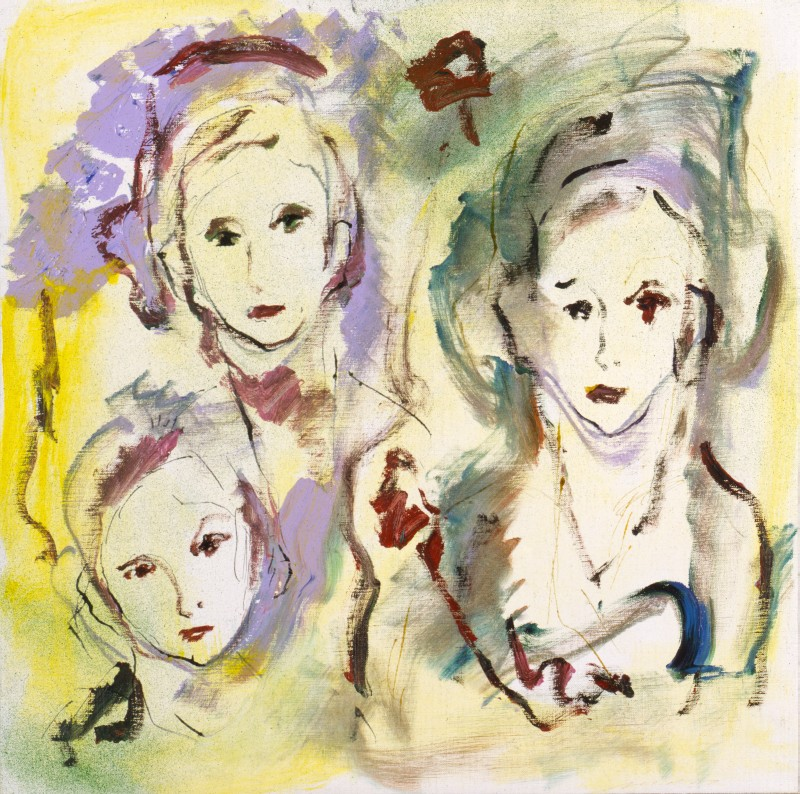
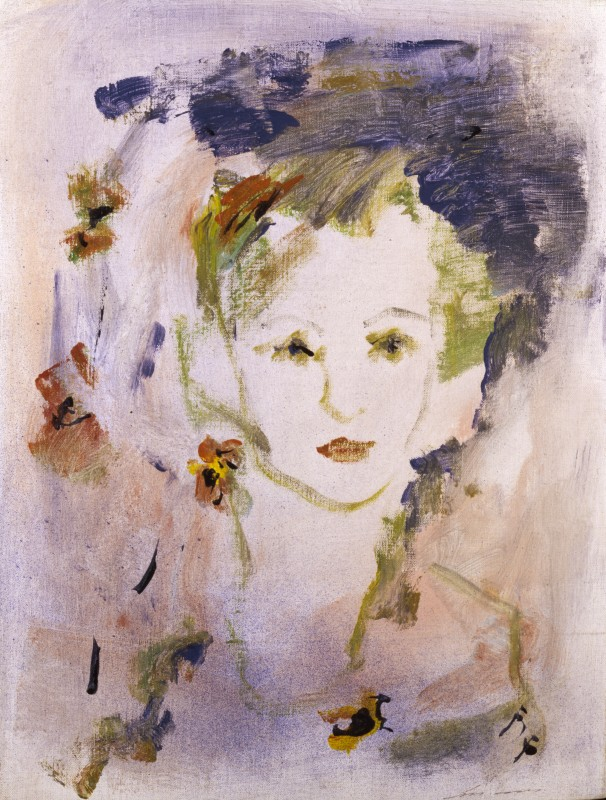

## Произведения в музейных коллекциях
- ГМИИ им. Пушкина, Москва, Россия
- Музей искусства XX века (Museo del Novecento), Милан, Италия
- Постоянный музей (Museo della Permanente), Милан, Италия
- Студия Треккани (Studio Treccani), Фонд Корренте, Милан, Италия
- Музейный центр Санта-Кьяра (Polo Museale Santa Chiara), Сан-Джиминьяно, Италия
- MAGA, Музей изобразительных искусств Галларате (Museo d’arte di Gallarate), Галларате, Италия
- Музей палаццо Риччи (Museo Palazzo Ricci), Мачерата, Италия
- Фонд Чезаре Павезе (Fondazione Cesare Pavese), Санто-Стефано-Бельбо, Италия
- Публичная галерея современного искусства (Galleria civica di arte contemporanea), Копарро, Италия
- Публичная галерея современного искусства (Galleria civica d’arte moderna e contemporanea), Латина, Италия
- Музей города Монтекаррото (Museo civico), Монтекаррото, Италия
- MdAO, Музей изобразительных искусств Авелино (Museo d’arte di Avellino), Италия
- Музей сакрального искусства (Museo d’arte sacra), Храм на острове Изола-дель-Гран-Сассо-д’Италия., Италия
- Публичный музей виллы Гроппалло, Вадо-Лигуре, Италия
- Палеонтологический музей (Museo Civico della Paleontologia), Лиццано, Италия